# 밥 오패럴
로버트 아서 오패럴(Robert Arthur O'Farrell, 1896년 10월 19일 ~ 1988년 2월 20일)은 미국의 전 프로 야구 선수이자 감독이다. 1910년대부터 1930년대까지 메이저 리그 베이스볼 (MLB)에서 포수로 활약하였으며, 우투우타였다. 통산 21시즌 동안 시카고 컵스, 세인트루이스 카디널스, 뉴욕 자이언츠, 신시내티 레즈 등지에서 뛰었으며, 카디널스와 레즈에서는 감독을 겸한 시즌이 있었다. 통산 1492경기에 출전해 1120안타, 51홈런, 549타점, 517득점, .273의 타율을 기록했다.